# King Biscuit Flower Hour

King Biscuit Flower Hour est une émission de radio américaine diffusée de 1973 à 2003. Produite par D.I.R. Radio Network, il s'agissait de retransmission de concerts d'artistes rock enregistrés spécialement pour l'émission.
À partir des années 1990, le label King Biscuit Flower Hour Records publie des albums tirés des enregistrements effectués pour l'émission.